# Oxid de mangan (IV)
Oxidul de mangan (IV), cunoscut adeseori și sub denumirea de dioxid de mangan, este un compus anorganic cu formula MnO2. Este un solid închis la culoare, negru, răspândit în natură sub formă de piroluzit, care este principalul minereu de mangan. Dioxidul de mangan este un component important în unele tipuri de baterii electrice, mai exact cele de tipul zinc-carbon și alcaline. Mai este folosit și ca pigment, ca precursor pentru alți compuși ai manganului (cum ar fi permanganatul de potasiu, KMnO4), și ca reactiv în sinteza organică (de exemplu, în reacția de oxidare a alcoolilor alilici.

## Obținere
Dioxidul de mangan se poate obține, la nivel industrial, direct din piroluzit, prin măcinare sau prin triturare. În laborator, se poate obține prin descompunerea termică a azotatului de mangan (II) la peste 500 °C.
{\displaystyle \mathrm {Mn(NO_{3})_{2}\cdot \ H_{2}O\ {\xrightarrow {\Delta T}}\ MnO_{2}+2\ NO_{2}+\ H_{2}O} }